# Pandemieprävention
Pandemieprävention ist die Organisation und das Management von vorbeugenden Maßnahmen gegen Pandemien. Darunter fallen Maßnahmen, die Ursachen von Pandemien zu minimieren, und Maßnahmen, die verhindern sollen, dass sich regional beschränkte Ausbrüche oder Epidemien zu Pandemien entwickeln.
Ein anderes Konzept, welches ebenfalls als Pandemieprävention bezeichnet werden kann, bezieht sich auch auf präventive Maßnahmen zur Abschwächung schädlicher Auswirkungen zukünftiger oder andauernder Pandemien.

## Geschichte
2003 konnte verhindert werden, dass das der weltweite Ausbruch von SARS-CoV zu einer Pandemie führte. Schnelles Handeln nationaler und internationaler Gesundheitsorganisationen wie der Weltgesundheitsorganisation ermöglichten es, die Verbreitung zu verlangsamen und letztendlich die Übertragungsketten zu brechen. Damit war die Epidemie beendet, bevor sie sich zu einer Pandemie entwickeln konnte, nachdem sich mit laut Berichten 8.000 vergleichsweise wenige damit ansteckten und mit 774 vergleichsweise wenige Menschen daran starben. Effektive Isolation von Patienten war ausreichend, die Verbreitung zu stoppen, da Infizierte das Virus im Normalfall erst einige Tage nach den ersten Symptomen weiterverbreiteten. In einer Studie aus dem Jahr 1988 wurde zu großangelegten Forschungsanstrengungen auf internationaler Ebene zur Verhinderung von Pandemien geraten.

## Maßnahmen

### Infrastruktur und internationale Entwicklung
Pandemienprävention erfordert robuste Gesundheitssysteme, die schnell handeln und zusammenarbeiten, um Ansteckungen zu verhindern. Für eine gewisse Zeit nach einem Ausbruch ist eine Pandemie noch zu verhindern, indem die zuständigen Stellen die ersten Infizierten isolieren und/oder den Erreger bekämpfen. Eine gute globale Infrastruktur, konsequenter Informationsaustausch, kurze Wege in der Bürokratie und wirksame, gezielte Behandlungsmethoden lassen sich vorbereiten. 2012 wurde vorgeschlagen, Pandemienprävention als einen Aspekt der internationalen Entwicklungshilfe zu betrachten. Dazu zählen der Aufbau der Infrastruktur von Gesundheitssystemen und Änderungen der krankheitserregerbezüglichen Dynamik zwischen Mensch und Umwelt inklusive der Tiere. Oft entdecken Gemeindepfleger oder Ärzte in Afrika, Asien oder Lateinamerika ungewöhnliche Häufungen von Symptomen, aber es fehlt ihnen häufig die Möglichkeit zur genaueren Untersuchung. Im Februar 2020 schreiben Wissenschaftler, dass „Forschung, die für Länder mit schwächerer Überwachung, Laborkapazitäten und Gesundheitssysteme priorisiert werden sollte“ und dass „in diesen Regionen Impfstofflieferwege nicht von Kühltechnik abhängig sein sollte und Diagnostik vor Ort verfügbar sein sollte“.

### Technologien

#### Krankheitserreger-Erkennung und -Vorhersage

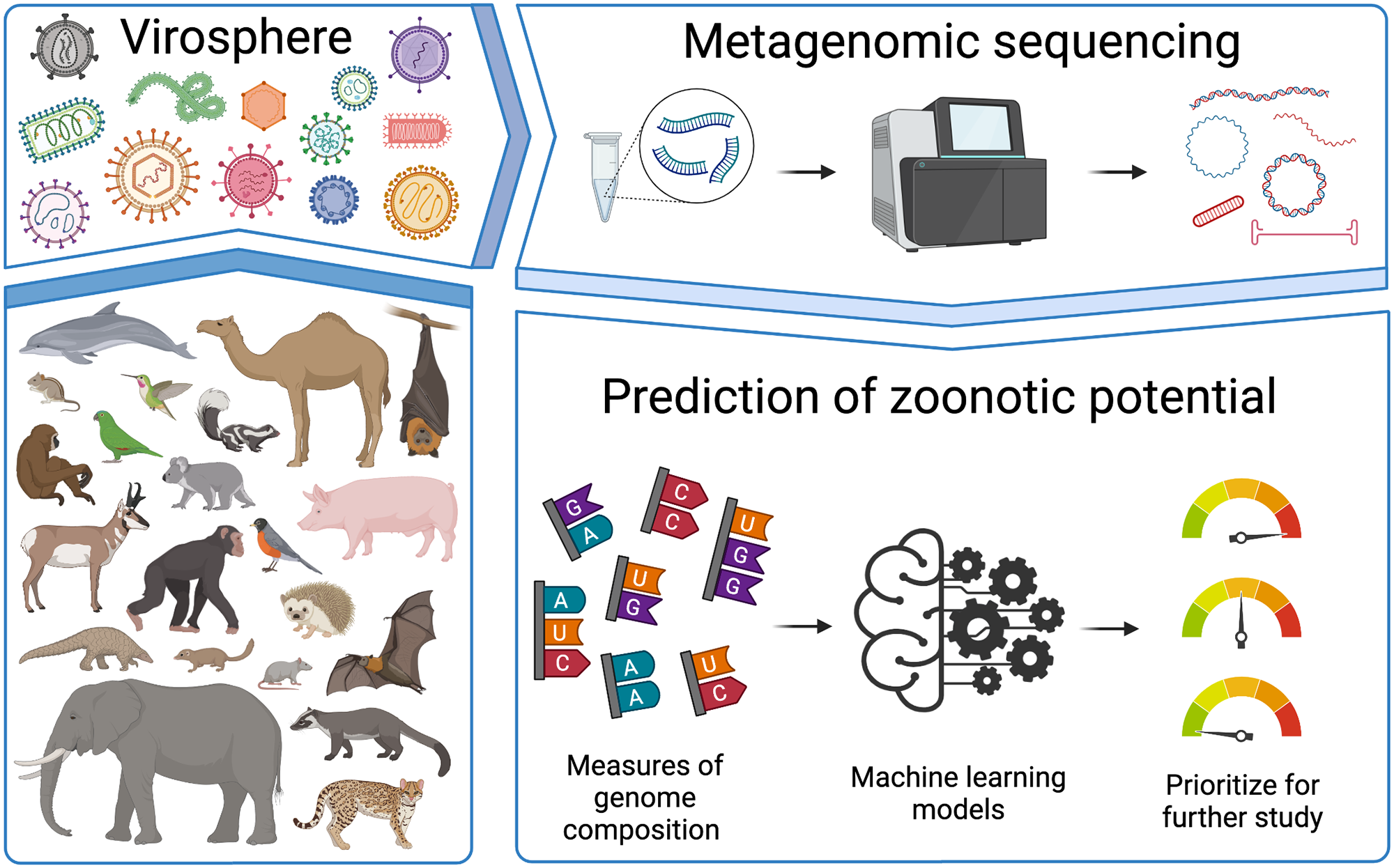
Mithilfe von u. a. maschinellem Lernen könnten neuartige Viren priorisiert werden, um potenzielle zoonotische Übertragungen mit hohem Risiko allein auf Grundlage genomischer Signaturen zu identifizieren.

In einer Studie aus dem Jahr 2012 wird behauptet, dass „mathematische Modellierung, Diagnostik-, Kommunikations- und Informationstechnologien bis dato unbekannte Mikroben und andere Spezies identifizieren und melden können“ und „daher neue Risikoevaluierungsansätze benötigt werden, um die Mikroben, die mit höchster Wahrscheinlichkeit menschliche Krankheiten hervorrufen, zu identifizieren“. Die Studie untersucht Herausforderungen, die globale Strategie zum Umgang mit Pandemien von Reaktion auf Prävention umzuwandeln. Einige Wissenschaftler untersuchten Blutproben von Wildtieren auf neue Viren. In dem internationalen Global Virome Project (GVP) versucht man die Ursachen von tödlichen neuen Krankheiten vor dem Übergang in den Menschen zu identifizieren. Dafür werden Viren, die in Wildtieren gefunden werden, genetisch charakterisiert. Edward Rubin notes that after sufficient data has been gathered artificial intelligence could be used to identify common features and develop countermeasures and vaccines against whole categories of viruses. Es könnte möglich sein, virale Evolution mit maschinellem Lernen vorauszusagen. Finanzielle Mittel für das PREDICT-Forschungsprogramm der USA, in dem man versuchte, Tierpathogene, welche Menschen infizieren könnten, zu identifizieren und Pandemien zu verhindern, wurden 2019 gestrichen. Im Jahr 2021 berichteten Pathogenforscher die Entwicklung von Modellen maschinellen Lernens für genomikbasierte Früherkennung und Priorisierung potenzieller zoonotischer Hochrisikoviren in Tieren. Damit könnten vor einem potenziellen Spillover auf den Menschen (u. a.) Maßnahmen der „Früherkennung und Ausbruchsvorbereitung“ eingesetzt werden. Laut der Studie wäre die Software in der Lage gewesen, SARS-CoV-2 als Hochrisikostamm ohne vorherige Kenntnis zoonotischer SARS-verwandter Coronaviren vorherzusagen. Die finanziellen Mittel für Programme der CDC der USA, in denen Arbeiter geschult wurden, Ausbrüche zu erkennen und die labortechnischen und Notfallsreaktionssysteme in Ländern, in denen die Krankheitsrisiken am höchsten sind, zu verbessern, um Ausbrüche an der Quellen einzudämmen, wurden 2018 um 80 % gekürzt.

#### CRISPR-basierte Immun-Subsysteme
Im März 2020 präsentierten Wissenschaftler der Stanford University ein CRISPR-basiertes System, welches in vitro Viren finden und zerstören kann. Ihre Tests des „PAC-MAN“-Systems (Prophylactic Antiviral Crispr in huMAN cells) konnten sie allerdings nicht am SARS-CoV-2 durchführen. Zudem benutzten sie ein Zielsystem, das nur eine sehr begrenzte RNA-Region benutzt, und haben kein Liefersystem für die Auslieferung in menschliche Zellen entwickelt. Außerdem würde es lange dauern, bis eine verbesserte Version des Systems oder ein Nachfolger die Tests inklusive der klinischen Studien durchlaufen hat. In der Studie, welche als Preprint veröffentlicht wurde, schreiben sie, dass das System sowohl prophylaktisch als auch therapeutisch genutzt werden könnte. Das CRISPR-13d-basierte System sei „completely agnostic“ gegenüber dem Virus, welches es bekämpfen soll: neuartige Coronavirus-Stämme oder andere Viren würden nur eine kleine Änderung erfordern, die sich technisch schnell umsetzen ließe. In einem Editorial, das im Februar 2020 veröffentlicht wurde, behauptet eine andere Gruppe von Wissenschaftlern, dass sie einen flexiblen und effizienten Ansatz für das Gentargeting von RNA mit CRISPR-Cas13d-Technologie umgesetzt habe, ihr System bereits reviewed wird und auch auf SARS-CoV-2 ausgerichtet werden könne. Es gab bereits vor 2020 einige erfolgreiche Versuche Viren in menschlichen Zellen mit CRISPR-basierten Technologien zu bekämpfen.

#### Frühzeitige Tests und Eindämmung

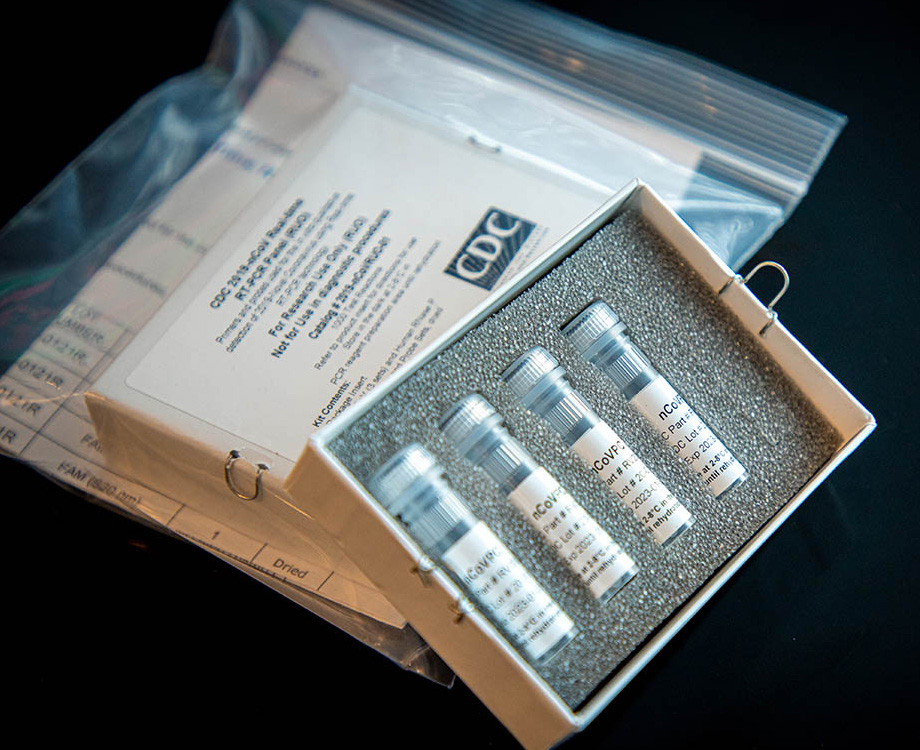
Ein SARS-CoV-2-Labortest-Kit der CDC

Frühzeitiger Gebrauch und Entwicklung von Schnelltests für neue Viren könnten in Kombination mit anderen Maßnahmen ermöglichen, Transaktionsketten von Ausbrüchen zu verhindern, bevor sie sich zu Pandemien entwickeln. Bei Tests ist eine hohe Entdeckungsquote wichtig. Aus diesem Grund wurden 2009 etwa keine Wärmescanner mit niedriger Entdeckungsquote zur Eindämmung der Schweinegrippe-Pandemie eingesetzt. In dem deutschen Forschungsprogramm InfectControl 2020, welches vom Bundesministerium für Bildung und Forschung gefördert wird, wurde versucht Strategien zur Prävention, frühzeitigen Erkennung und Kontrolle von Infektionskrankheiten zu entwickeln. In dem Projekt „HyFly“ des Programms erarbeiten Partner aus Industrie und Forschung Strategien, um Infektionsketten im Flugverkehr einzudämmen, präventiv effektive Gegenmaßnahmen zu etablieren und konkrete Handlungsempfehlungen für Flughafenbetreiber und Fluggesellschaften zu erstellen. Ein Ansatz des Projekts ist es, bereits bei der Passagierkontrolle am Flughafen Infektionen schnell und ohne Einsatz molekularbiologischer Methoden nachzuweisen. Hierfür entwickeln Forscher des Fraunhofer-Instituts für Zelltherapie und Immunologie ein nichtinvasives Verfahren, das auf Ionenmobilitätsspektrometrie (IMS) basiert.

##### Frühzeitige, gezielte nichtpharmazeutische Interventionen der öffentlichen Gesundheit
Die WHO bezeichnet als nichtpharmazeutische Interventionen der öffentlichen Gesundheit alle Maßnahmen und Handlungen außer dem Impfstoff- und Medikamenteneinsatz, die zur Verringerung der Ausbreitung eingesetzt werden können. Hierzu zählt sie Maßnahmen des persönlichen Schutzes (Händehygiene, Niesetikette, Atemmasken), umgebungsbezogene Maßnahmen (Oberflächenreinigung, weitere Maßnahmen wie Lüftung oder Klimatisierung), Maßnahmen des Social Distancing (Kontaktnachverfolgung, die Isolierung Kranker, die Quarantäne für Kontaktpersonen, Einschränkungen und Schließungen in Bezug auf den Arbeitsplatz, Maßnahmen und Schließungen in Bezug auf den Arbeitsplatz, Vermeidung von Menschenansammlungen), Maßnahmen zu Reisen (Reisewarnungen, Überprüfungen bei Grenzkontrollen, Reisebeschränkungen innerhalb des Landes, Grenzschließungen).

##### Frühzeitige, gezielte Kontaktverringerung und -nachverfolgung und Selbstisolierung

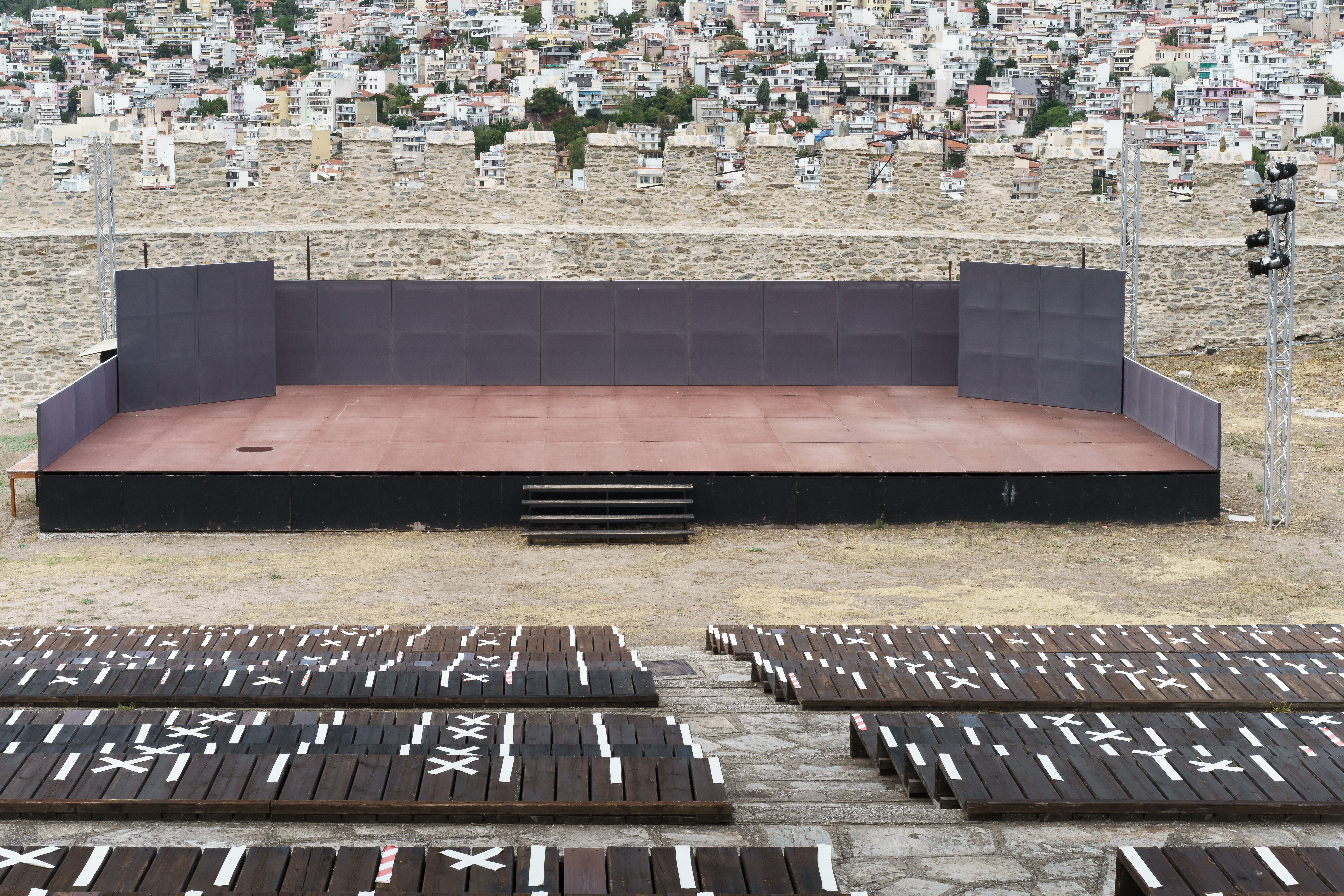
Maßnahmen zur räumlichen Distanzierung während der COVID-19-Pandemie in einem Theater in Kavala / Griechenland

Wesentlich für die Eindämmung einer hochinfektiösen Epidemie ist die Unterbindung von Infektionsketten. Vor allem solange keine Impfmittel zur Verfügung stehen, ist es entscheidend, dass Infizierte sich isolieren und dass sich auch Kontaktpersonen der Infizierten isolieren.
Angesprochen auf Maßnahmen zur Eindämmung von COVID-19-Infektionen wie räumliche Distanzierung und das Tragen von Atemschutzmasken betonte David Nabarro, Sonderbeauftragter der WHO für die COVID-19-Pandemie, im April 2020 die besondere Bedeutung der häuslichen Quarantäne infizierter Menschen und ihrer Kontaktpersonen:

“The most important thing to do is to isolate yourself when you have symptoms, and make sure all those with whom you’ve been in contact recently isolate themselves as well.”

„Das Wichtigste ist, dass man sich absondert, wenn man Symptome hat, und dass man zusieht, dass sich auch alle absondern, mit denen man in letzter Zeit Kontakt hatte.“

Dies ist, so Nabarro, vor allem eine Frage einer gesellschaftlichen Gewohnheit: auch milde Symptome ernst zu nehmen und dementsprechend Abstand zu halten.

#### Überwachung und Kartierung
Die Überwachung von Personen, die Tieren in Virenhotspots ausgesetzt sind, könnte Viren in dem Moment, in dem sie in den Menschen übergehen, identifizieren. Dies könnte Pandemien verhindern. Es könnten dazu auch Virenüberwachungsstationen benutzt werden. Der wichtigste Übertragungsweg variiert üblicherweise je nach der darunterliegenden Ursache – bei Landnutzungsänderung etwa direkter Kontakt mit einem Tier. Landnutzungsänderung ist der häufigste Grund für neuartige Zoonosen nach der Anzahl der Auftretungsereignisse nach Jones et al. (2008). 75 Prozent der bis 2001 untersuchten 1415 Spezies ansteckender Organismen, die für den Menschen pathogenisch sind, sind Zoonosen. Genomik könnte genutzt werden, um die Virenevolution und -übertragung genau und in Echtzeit durch eine große und biodiverse Bevölkerung zu verfolgen. Es könnten dazu Pathogengenom mit Daten zu Wirtsgenetik und der spezifischen Signatur der transkriptionalen Reaktion des Immunsystems auf die Infektion kombiniert werden. Das „Surveillance, Outbreak Response Management and Analysis System“ (SORMAS) des Helmholtz-Zentrums für Infektionsforschung (HZI) und des Deutschen Zentrums für Infektionsforschung (DZIF), die mit nigerianischen Forschern zusammenarbeiten, erfasst und analysiert Daten bei einem Ausbruch, erkennt potenzielle Bedrohungen und ermöglicht es, Schutzmaßnahmen frühzeitig einzuleiten. Es ist speziell für ärmere Regionen gedacht und wurde bereits zur Bekämpfung eines Affenpocken-Ausbruchs in Nigeria eingesetzt.

### Regulierung und Wirtschaft
Laut eine Analyse aus dem Jahr 2014 ist das Zeitfenster, um als globale Gemeinschaft mit Pandemien umzugehen, noch etwa 27 Jahre geöffnet. Pandemienprävention sollte daher ein kritisches Thema der Gesundheitspolitik für die gegenwärtige Generation von Wissenschaftlern und politischen Entscheidungsträgern sein und durch diese angegangen werden. Eine Studie aus dem Jahr 2007 warnt: „Das Vorhandensein eines großen Reservoirs von SARS-CoV-2-ähnlichen Viren in Hufeisennasen-Fledermäusen zusammen mit der Kultur im südlichen China, exotische Säugetiere zu essen, ist eine Zeitbombe. Die Möglichkeit einer Wiederkehr von SARS und anderen neuartigen Viren aus Tieren oder Laboren sollte nicht unterschätzt werden. Daher sollte die Notwendigkeit der Bereitschaft nicht ignoriert werden“ (übersetzt aus dem Englischen). Laut einem Soziologen steigt die Alarmbereitschaft weiter Teile der Bevölkerung, sobald eine persönliche Betroffenheit etwa von Pandemien nicht mehr auszuschließen ist, was die Bereitschaft, für den eigenen Schutz Geld auszugeben, erhöht. Das National Security Council Directorate for Global Health Security and Biodefense der USA, welches sich damit befasste Vorkehrungen für den nächsten Krankheitsausbruch zu treffen und zu verhindern, dass er sich zu einer Epidemie oder Pandemie entwickelt wurde 2018 geschlossen.

#### Umweltpolitik und nachhaltiges Wirtschaften
Einige Experten verknüpfen Pandemienprävention mit Umweltpolitik und weisen darauf hin, dass Umweltzerstörung und Klimawandel Wildtiere dazu bringt, nahe am Menschen zu leben. Beispielsweise projiziert die WHO, dass der Klimawandel die Häufigkeit von ansteckenden Krankheiten erhöht. Eine Studie aus dem Jahr 2016 arbeitet die wissenschaftliche Literatur zu den Auswirkungen des Klimawandels auf Infektionskrankheiten auf, schlägt eine Reihe von proaktiven Maßnahmen zur Kontrolle der Auswirkungen auf die Gesundheit vor und resümiert, dass der Klimawandel Infektionskrankheiten durch Änderungen von Pathogenen, Wirten und Übertragungswegen beeinflusst. Studien haben gezeigt, dass das Risiko von Ausbrüchen ansteckender Krankheiten nach Entwaldung stark erhöht sein kann. James Holland Jones, ein Bioanthropologe der Stanford University, schreibt, dass die Menschheit sich „eine Welt konstruiert hat, in der Infektionskrankheiten sowohl wahrscheinlicher als auch wahrscheinlicher folgenreich sind“ und bezieht sich dabei etwa auf den weit verbreiteten Lebensstil viel zu reisen, zunehmend dichtbevölkerte Städte und diverse Arten von menschlichen Interaktionen mit und Veränderungen der Umwelt. Führende Naturschutzexperten des Weltbiodiversitätsrats IPBES wiesen darauf hin, dass die Vermeidung von Pandemien durch ein Umsteuern in Politik und Wirtschaft beim Natur-, Umwelt- und Klimaschutz deutlich günstiger wäre als eine nachträgliche Krisenbekämpfung.

#### Regulierung von Forschung und Entwicklung in der Biotechnologie
Toby Ord stellt in Frage, ob die gegenwärtigen Konventionen der öffentlichen Gesundheit und internationaler Übereinkommen, sowie die Selbstregulierung von Biotechnologie-Unternehmen und der Wissenschaftsgemeinschaft adäquat sind. Während der Coronavirus-Pandemie 2019–2020 schreibt Neal Baer, dass die „Öffentlichkeit, Wissenschaftler, Abgeordnete und andere“ „jetzt eine bedachte Konversation über Genmanipulation haben sollten“ (übersetzt aus dem Englischen).

#### Lebensmittelmärkte und Wildtierhandel

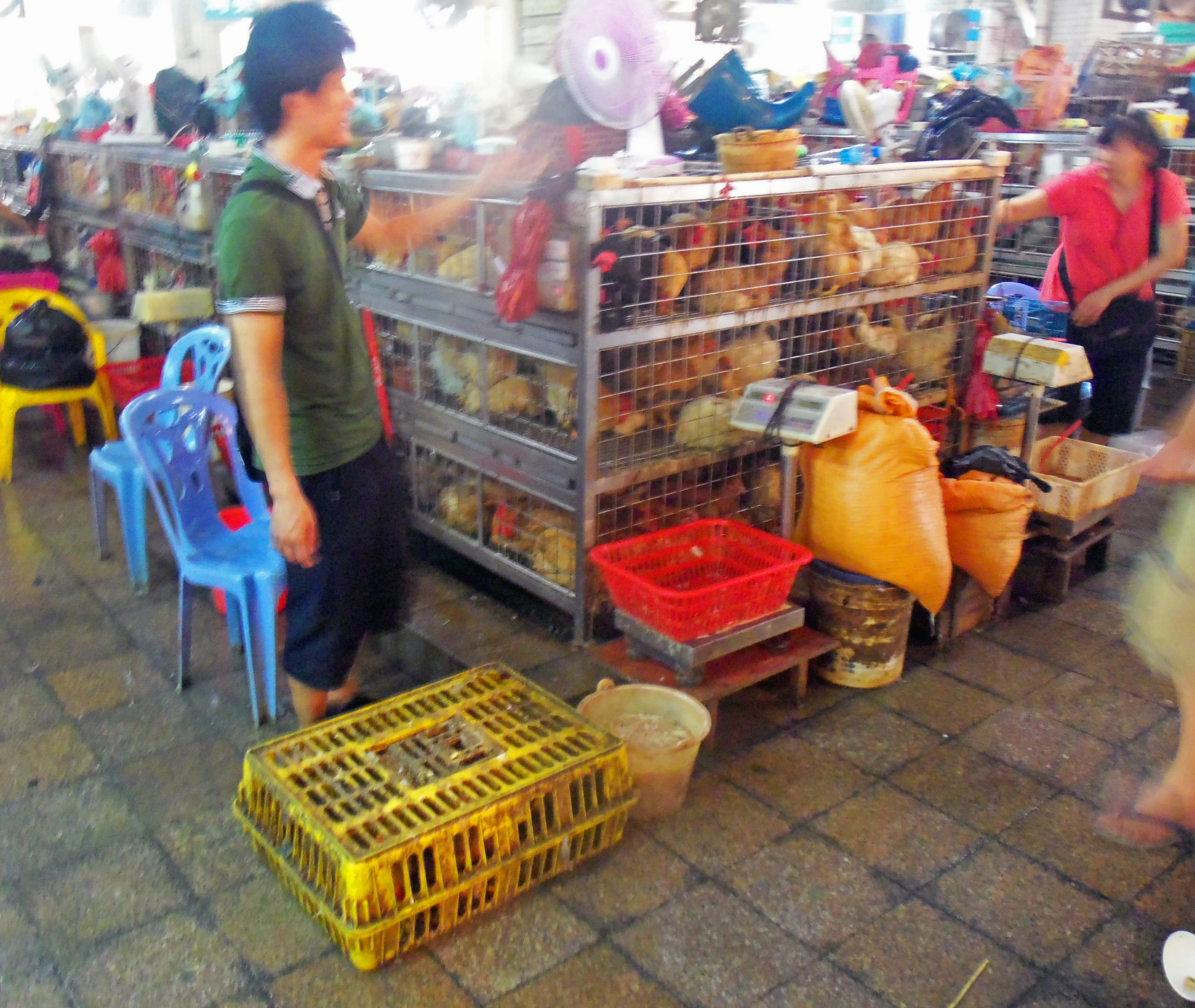
Geflügel in Käfigen auf einem wet market in Shenzhen, China

Im Januar 2020 – während des SARS-CoV-2-Ausbruchs – warnten Experten innerhalb und außerhalb Chinas, dass Wildtiermärkte, von denen das Virus wahrscheinlich stammt, weltweit verboten werden sollten. Am 26. Januar verbot China den Handel von Wildtieren bis zum Ende der Coronavirus-Epidemie. Am 24. Februar wurde ein dauerhaftes Verbot von Wildtier-Handel und -Konsum mit einigen Ausnahmen verhängt. Einige Wissenschaftler weisen darauf hin, dass das Verbot informeller wet markets weltweit nicht die richtige Antwort sei, da Kühlschränke vielerorts nicht verfügbar sind und ein großer Teil der Lebensmittel in Afrika und Asien durch solche traditionellen Märkte beschafft wird. Einige erklären zudem, dass simple Verbote Händler zum Schwarzmarkthandel bringen könnten, wobei sie wahrscheinlich weniger auf Hygiene achten würden. Einige weisen auch darauf hin, dass es Wildtiere und keine Nutztiere sind, die die natürlichen Wirte vieler Viren sind.

#### Internationale Koordination
Die Global Health Security Agenda (GHSA) ist ein Netzwerk von Ländern, internationalen Organisationen, NGOs und Unternehmen, die zusammen die Kapazität zur Prävention und Erkennung von, sowie Reaktion auf Infektionskrankheiten verbessern möchten. Zum Stand vom Februar 2020 sind 67 Länder dem Framework bereits beigetreten. Die Mittel für das GHSA wurden seit der Gründung im Jahr 2014 global und innerhalb der USA stets reduziert.
In einem Vortrag in Boston ruft Bill Gates 2018 zu einer globalen Anstrengung für ein umfassendes System zur Vorbereitung und Reaktion auf Pandemien auf. Während der COVID-19-Pandemie rief er die Staats- und Regierungschefs der Welt dazu auf, „die Lehren aus dieser Tragödie zu ziehen und in Systeme zur Verhinderung künftiger Ausbrüche zu investieren“. 2015 warnte er in einem TED-Vortrag, dass „wenn irgendetwas in den nächsten Jahrzehnten über 10 Millionen Menschen tötet, dann ist es höchstwahrscheinlich eher ein hochinfektiöses Virus als ein Krieg“. Lange vor 2015 und mindestens seit 1988 warnten zahlreiche prominente, maßgebende, sachverständige – etwa Wissenschaftler – oder anderweitig einflussreiche Persönlichkeiten in ähnlicher Weise vor den hohen Risiken von Pandemien, sowie der unzureichenden Bereitschaft für solche und mahnten die Notwendigkeit von Anstrengungen auf „internationaler Ebene“ an.
Einige haben Vorschläge für eine organisatorische oder koordinative Vorbereitung auf die Pandemieprävention veröffentlicht – etwa einen Mechanismus, durch den viele große Wirtschaftsmächte in einen globalen Versicherungsfonds einzahlen, der „eine Nation für wirtschaftliche Verluste entschädigen könnte, wenn sie schnell handelt, um Handels- und Reisegebiete zu schließen, um einen gefährlichen Ausbruch an der Quelle zu stoppen“, oder in ähnlicher Weise souveräne oder regionale Epidemie-Versicherungspolicen. Einige erachten internationale Zusammenarbeit einschließlich kooperativer Forschung und Informationsaustausch dabei ebenfalls als unerlässlich. John Davenport rät dazu, die weit verbreitete libertäre Ideologie aufzugeben, die ihm zufolge „die Bedeutung öffentlicher Güter leugnet oder sich weigert, deren Tragweite anzuerkennen“. Nach Ansicht der CDC könnten Investitionen in die globale Gesundheitssicherheit und die Verbesserung der Fähigkeit der Organisation, Krankheiten zu verhindern, zu erkennen und auf sie zu reagieren, die Gesundheit der amerikanischen Bürger schützen und katastrophale Kosten abwenden. Dennis Carroll plädiert für eine „Ehe“ zwischen wissenschaftlicher Forschung und politischer Entscheidungsfindung und Regelformulierung.

### Künstliche Induktion von Immunität

#### Impfung
Die Entwicklung und Bereitstellung von neuen Impfstoffen dauert normalerweise Jahre. Die Coalition for Epidemic Preparedness Innovations, welche 2017 gegründet wurde, arbeitet daran die Zeit der Impfstoffentwicklung zu reduzieren. In einem Preprint, welches am 24. März 2020 veröffentlicht wurde schlagen Wissenschaftler vor, dass die eindeutige Signatur der transkriptionalen Reaktion des menschlichen Immunsystems auf SARS-CoV-2 für die Entwicklung von COVID-19 verantwortlich sein könnte. SARS-CoV-2 aktivierte nicht die antiviralen Gene, die für Typ I und Typ III Interferone codieren. Dies könnte für die Entwicklung oder Umfunktionierung von Behandlungen relevant sein.

### Keulung
Experten warnen, dass die Reduktion von Spezies durch Keulung, um menschliche Infektionen zu verhindern, die genetische Vielfalt reduziert und dadurch zukünftige Generationen der Tiere sowie Menschen gefährdet. Andere halten dagegen, dass es immer noch die beste, praktische Methode sei, Viren in Nutztieren einzudämmen.

## Prävention versus Management
Pandemienprävention versucht Pandemien zu verhindern, während Pandemienbekämpfung versucht, das Ausmaß von Pandemien zu begrenzen und die negativen Auswirkungen zu minimieren. Einige Menschen rufen zu einem Wandel von einer behandlungsorientierten Gesellschaft hin zu einer präventionsorientierten Gesellschaft auf. So schreiben etwa Forscher in einer Studie aus dem Jahr 2010, dass die globale Seuchenbekämpfung fast ausschließlich darauf fokussiert sei, auf Pandemien erst zu reagieren, nachdem sich diese bereits global ausgebreitet haben. Sie schreiben, dass die Entwicklung von Systemen zur Verhinderung von neuen Pandemien bevor sie sich gebildet haben als unerlässlich für die menschliche Gesundheit gesehen werden sollte.